# Oligoclada calverti
Oligoclada calverti är en trollsländeart som beskrevs av Santos 1951. Oligoclada calverti ingår i släktet Oligoclada och familjen segeltrollsländor. Inga underarter finns listade i Catalogue of Life.